# Е. М. Форстер
Едвард Морган Форстер (енгл. Edward Morgan Forster; Мерилебон, 1. јануар 1879 — Ковентри, 7. јун 1970) био је енглески књижевник. Познат је по романима Соба с погледом (1908), Хауардов крај (1910), Пут у Индију (1924) и Морис (1971). Поред романа писао је и приповетке, есеје, путописе, драме, књижевнотеоријске студије и либрета.
Форстерови романи се типолошки одређују као друштвени романи. Написани су јасним и отменим стилом којим је исприповедана занимљива фабула, често са неким неочекиваним, мелодрамским елементом, који је везан за заплет. Главна тема је обично разлика између друштвених – класних, етничких или културних – група, савладавање тих разлика или покушај да се оне премосте. Једна од тих група обично је британска виша средња класа, која је махом одређена као хладна и уздржана, укалупљена у сопствене конвенције и која је носилац конзервативних вредности. Њима је супростваљена група сачињена од ниже класе или странаца, који су одређени као непоуздани и ирационални, али и као животнији и свежији ликови.
За живота Форстер је доживео велики успех и признање код читалаца и књижевне критике. Био је номинован 16 пута за Нобелову награду за књижевност, али је није освојио. Амерички књижевни критичар Лајонел Трилинг је књигу „Е. М. Форстер: студија” започео реченицом: Е. М Форстер је за мене једини живи књижевник који може да се чита изнова и изнова, а да после сваког читања пружи оно што може мало писаца приликом поновног читања, а то је осећај да сам нешто научио. Осамдесетих и деведесетих година двадесетог века снимљен је низ успешних филмова заснованих на његовим романима. На српски језик преведени су романи „Соба с погледом”, „Пут у Индију” и „Морис”, путопис „Фарос и Фарилион” и књижевнотеоријска студија „Видови романа”.

## Биографија
Едвард Морган Форстер је рођен 1. јануара 1879. као син јединац Алисе Кларе Лили и архитекте Едварда Моргана Форстера у добростојећој и угледној породици. Отац му је преминуо од туберкулозе 30. јануара 1880. непосредно пре Форстеровог другог рођендана. Отхранила га је мајка, која ће извршити велики утицај на његово стваралаштво. Студирао је класичне језике и историју на Краљевом колеџу Универзитета у Кембриџу (1897-1901).
Након што је дипломирао, отпутовао је заједно са мајком у Италију и Грчку, где започиње писање својих романа. Радио је као учитељ у Немачкој 1905. Свој први роман „Где анђели не смеју да кроче” објавио је 1905, потом „Најдуже путовање” 1907, а затим „Собу с погледом” 1908. „Соба с лепим погледом” је његово прво дело које је књижевна критика топло дочекала, али је прави успех доживео тек када је објавио „Хауардов крај” 1910.
Посетио је заједно са класичним филологом Голдсвордијем Лоуесом Дикинсоном Египат, Немачку и Индију 1914. Одбио је војну регрутацију у Првом светском раду позивајући се на приговор савести, те је ратне године провео волонтирајући у Црвеном крсту у Александрији. Други пут је отпутовао у Индију почетком 1920-их као лични секретар Тукоџираоа III, махараџе Деваса. Путовање је описао у путопису „Гора Деваса”. Након што се вратио у Лондон, објавио је роман „Кроз Индију” (1924). То је био његов последњи роман објављен за живота. Уједно се сматра његовим најзрелијим и најкомплекснијим делом.
Форстер је постао део интелектуалног круга Блумсбери, окупљен око Вирџиније Вулф. У међуратном периоду бавио се новинарством и ти његови чланци обједињени су у књизи „Жетва у Ебинџеру” (1936). Године 1927. Добио је позив на предаје на Кембриџу. Током једногодишњег курса одржао је низ књижевнотеоријских предавања, објављених у књизи „Видови романа”. 
Кембриџ је понудио покривитељство Форстеру 1946. и он је тамо остао до смрти 1970. Након смрти објављен је његов роман Морис 1971. Иако је роман написан у периоду 1913-14, Форстер није желео да га објави за време свог живота јер се у њему тематизовао хомосексуалност, која је током његовог живота била криминализована. 

## Одабрана дела

### Романи
- „Где анђели не смеју да кроче” (Where Angels Fear to Tread, 1905)
- „Најдуже путовање” (The Longest Journey, 1907)
- „Соба с погледом” (A Room with a View, 1908)
- „Хауардов крај” (Howards End, 1910)
- „Пут у Индију” (A Passage to India, 1924)
- „Морис” (Maurice, написан 1913–14, објављен 1971)

### Збирке прича
- „Блаженствени омнибус” (The Celestial Omnibus, 1911)
- „Вечни тренутак и друге приче” (The Eternal Moment and other stories, 1928)
- „Сабране приче” (Collected Short Stories, 1947)
- „Надолазећи живот и друге приче” (The Life to Come and other stories, 1972)

### Драме
- (1934)
- (1940)

### Филмски сценарио
- „Дневник за Тимотија” (A Diary for Timothy, 1945)

### Либрето за оперу
- „Били Бад” (Billy Budd, 1951)

### Књижевна теорија и критика
- „Аспекти романа” (Aspects of the Novel, 1927)
- „Женствена забелешка у књижевности” (The Feminine Note in Literature, 2001)
- „Стваралац као критичар и други текстови”

### Путописи
- „Александрија: историја и водич” (Alexandria: A History and Guide, 1922)
- „Фарос и Фарилион” (Pharos and Pharillon, 1923)
- „Гора Деваса” (The Hill of Devi, 1953)